# Haut Conseil de l'éducation
Pour les articles homonymes, voir HCE.
Le Haut Conseil de l’éducation (HCE) est une instance française créée en 2005, dotée d’une compétence consultative sur le socle des savoirs indispensables, les programmes et l’évaluation des résultats. Institué par la loi d'orientation et de programme pour l'avenir de l'école du 23 avril 2005, il a pris la suite du Haut Conseil de l'évaluation de l'école qui exista de octobre 2000 à novembre 2005. Il est remplacé par le Conseil supérieur des programmes créé par la loi du 8 juillet 2013 d’orientation et de programmation pour la refondation de l’École de la République. C'est le Conseil d'évaluation de l'École qui joue désormais ce rôle d'évaluation des résultats du système éducatif.

## Textes officiels
Article L. 230-1Le Haut Conseil de l'éducation est composé de neuf membres désignés pour six ans. Trois de ses membres sont désignés par le Président de la République, deux par le président de l'Assemblée nationale, deux par le président du Sénat et deux par le président du Conseil économique et social en dehors des membres de ces assemblées. Le président du haut conseil est désigné par le Président de la République parmi ses membres.
Article L. 230-2Le Haut Conseil de l'éducation émet un avis et peut formuler des propositions à la demande du ministre chargé de l'éducation nationale sur les questions relatives à la pédagogie, aux programmes, aux modes d'évaluation des connaissances des élèves, à l'organisation et aux résultats du système éducatif et à la formation des enseignants. Ses avis et propositions sont rendus publics.
Article L. 230-3Le Haut Conseil de l'éducation remet chaque année au Président de la République un bilan, qui est rendu public, des résultats obtenus par le système éducatif. Ce bilan est transmis au Parlement.

## Travaux
Recommandations pour le socle commun que tous les élèves devront maîtriser à 16 ans au plus 23 mars 2006
Selon Bruno Racine, président du Haut Conseil, « ce texte a été adopté à l'unanimité par le Haut Conseil, après trois mois de travaux assez intenses ». Le Haut Conseil de l'Education a proposé de s'inscrire dans le cadre de référence européen, alors en projet, en l'adaptant aux particularités françaises et de définir le socle en termes de compétences.
Le ministre de l'Éducation nationale a fixé par un décret du 11 juillet 2006 les compétences du socle commun :
- la maîtrise de la langue française ;
- la pratique d'une langue vivante étrangère ;
- les principaux éléments de mathématiques et la culture scientifique et technologique ;
- la maîtrise des techniques usuelles de l'information et de la communication ;
- la culture humaniste ;
- les compétences sociales et civiques ;
- l'autonomie et l'initiative.

Ce décret définit les connaissances, capacités et attitudes qui composent chacune de ces sept compétences.
Recommandations pour la formation des maîtres (2007)
Bilans du système éducatif :
- 2007 : l'école primaire
- 2008 : l'orientation
- 2009 : l'enseignement professionnel
- 2010 : le collège
- 2011 : les indicateurs relatifs aux acquis des élèves
- 2011 : la mise en œuvre du socle commun.